# Arroyo Saladillo
Arroyo Saladillo är ett periodiskt vattendrag i Argentina.   Det ligger i provinsen Santa Fe, i den centrala delen av landet, 270 kilometer nordväst om huvudstaden Buenos Aires.
Omgivningen kring Arroyo Saladillo består huvudsakligen av våtmarker och området är tätbefolkat, med 442 invånare per kvadratkilometer.